# Circuito mundial juvenil de tenis ITF
El Circuito mundial juvenil de tenis ITF (ITF World Tennis Tour Juniors en idioma inglés) es una serie de torneos de tenis juvenil organizados por la Federación Internacional de Tenis (ITF por su sigla en inglés). Todos los torneos son puntuables para el ranking mundial júnior.
Se compone de más de 650 torneos en 140 países. 
Los ocho juveniles mejor clasificados al final de la temporada se clasifican para el Torneo de Maestros Juvenil de la ITF. 

## Puntos ITF
| Torneo                          | Campeón | Finalista | Semifinalista | Cuartos de final | Dieciseisavos de final | treintaidosavos de final |
| Grand Slam Junior               | 1000    | 700       | 490           | 300              | 180                    | 90                       |
| Juegos Olímpicos de la Juventud | 1000    | 700       | 490           | 300              | 180                    | 90                       |
| Maestros Juvenil                | 750     | 450       | *             | *                | *                      | *                        |
| Grado A                         | 500     | 350       | 250           | 150              | 90                     | 45                       |
| Grado 1 / B1                    | 300     | 210       | 140           | 100              | 60                     | 30                       |
| Grado 2 / B2                    | 200     | 140       | 100           | 60               | 36                     | 18                       |
| Grado 3 / B3                    | 100     | 60        | 36            | 20               | 10                     | 5                        |
| Grado 4                         | 60      | 36        | 18            | 10               | 5                      | -                        |
| Grado 5                         | 30      | 18        | 9             | 5                | 2                      | -                        |

*Nota: En el Torneo de Maestros Juvenil de la ITF se otorgan 320 al 3º, 250 al 4º, y 200, 185, 165, 150 del 5º al 8º.
Los cinco torneos Grado A son la Copa Gerdau, el Trofeo Bonfiglio, el Torneo juvenil de Osaka, el Abierto Juvenil Mexicano y el Orange Bowl. 